# Noyau p

Classification des atomes en fonction de leur nombre de protons et de neutrons. Les noyaux p se situent entre les numéros 34 (sélénium) et 80 (mercure) de l'axe horizontal, dans une zone délimitée par la partie orange et l'« escalier noir » du graphique.

Un noyau p (p indiquant un nucléide inhabituellement riche en protons), ou noyau déficient en neutrons, est un noyau atomique correspondant à un isotope d'un élément chimique compris entre le sélénium 74Se et le mercure 196Hg produit naturellement au sein des étoiles mais qui ne peut être issu ni d'un processus s par nucléosynthèse stellaire au sein de la branche asymptotique des géantes, ni d'un processus r par nucléosynthèse explosive au sein d'une supernova.

## Définition

Partie de la carte des nucléides montrant quelques noyaux stables produits lors des processus s (vert), r (rouge) et p (jaune).

Les travaux de Burbidge, Burbidge, Fowler and Hoyle (1957) et de A. G. W. Cameron (1957) ont montré comment la majorité des nucléides présents naturellement au-delà du fer peuvent être créés dans deux sortes de processus de capture neutronique, le processus s et le processus r. Certains noyaux déficients en neutrons trouvés dans la nature ne sont pas atteints au cours de ces processus et donc au moins un processus supplémentaire est nécessaire pour les synthétiser. Ces noyaux sont appelés « noyaux p ».
Puisque la définition des noyaux p dépend des connaissances actuelles sur les processus s et r (voir aussi nucléosynthèse), la liste originale des 35 noyaux p, proposée par Burbidge, Burbidge, Fowler et Hoyle, peut être modifiée avec le temps, comme indiqué dans le tableau ci-dessous. Il est ainsi admis aujourd’hui que les abondances de 152Gd et de 164Er soient en partie dues aux fortes contributions du processus s. Cela semble aussi être le cas pour celles de 113In et 115Sn qui pourraient être créés, de manière additionnelle, à travers le processus r en petites quantités.
Les radioisotopes de longues demi-vies 92Nb, 97Tc, 98Tc et 146Sm ne font pas partie des noyaux p définis habituellement étant donné qu’ils ne sont pas naturellement présents sur Terre. En s’appuyant sur la définition donnée précédemment cependant, ce sont néanmoins des noyaux p puisqu’ils ne peuvent pas être créés par les processus s ou r. Depuis la découverte de leurs produits de désintégration dans les grains présolaires, on peut supposer qu’au moins 92Nb et 146Sm étaient présents dans la nébuleuse pré-solaire. Cela permet notamment d’estimer le temps depuis la dernière production de ces noyaux p avant la formation du Système solaire.
Les noyaux p sont très rares : de tels isotopes sont moins abondants typiquement d’un facteur 10 à 1 000 par rapport aux autres isotopes du même élément. Les abondances des noyaux p peuvent seulement être déterminées par des études géochimiques et par analyse des matériaux météoritiques et des grains présolaires. Ils ne peuvent pas être identifiés dans les spectres stellaires. Ainsi, la connaissance des abondances des noyaux p est-elle réduite à ceux du système solaire et on ignore si les abondances des noyaux p du système solaire sont typiques pour la Voie lactée.
| Nucléide | Commentaire |
| 74Se     | |
| 78Kr     | |
| 84Sr     | |
| 92Nb     | radionucléide de longue demi-vie ; pas un noyau p classique mais ne peut pas être créé lors des processus s et r |
| 92Mo     | |
| 94Mo     | |
| 97Tc     | radionucléide de longue demi-vie ; pas un noyau p classique mais ne peut pas être créé lors des processus s et r |
| 98Tc     | radionucléide de longue demi-vie ; pas un noyau p classique mais ne peut pas être créé lors des processus s et r |
| 96Ru     | |
| 98Ru     | |
| 102Pd    | |
| 106Cd    | |
| 108Cd    | |
| 113In    | (Partiellement) créé au cours du processus s ? Contributions depuis le processus r ?                             |
| 112Sn    | |
| 114Sn    | |
| 115Sn    | (Partiellement) créé au cours du processus s ? Contributions depuis le processus r ?                             |
| 120Te    | |
| 124Xe    | |
| 126Xe    | |
| 130Ba    | |
| 132Ba    | |
| 138La    | créé dans le processus ν                                                                                         |
| 136Ce    | |
| 138Ce    | |
| 144Sm    | |
| 146Sm    | radionucléide de longue demi-vie ; pas un noyau p classique mais ne peut pas être créé lors des processus s et r |
| 152Gd    | (Partiellement) créé au cours du processus s ?                                                                   |
| 156Dy    | |
| 158Dy    | |
| 162Er    | |
| 164Er    | (Partiellement) créé au cours du processus s ?                                                                   |
| 168Yb    | |
| 174Hf    | |
| 180Ta    | (Partiellement) créé au cours du processus ν ; contributions depuis le processus s ?                             |
| 180W     | |
| 184Os    | |
| 190Pt    | |
| 196Hg    | |

## Origine des noyaux p

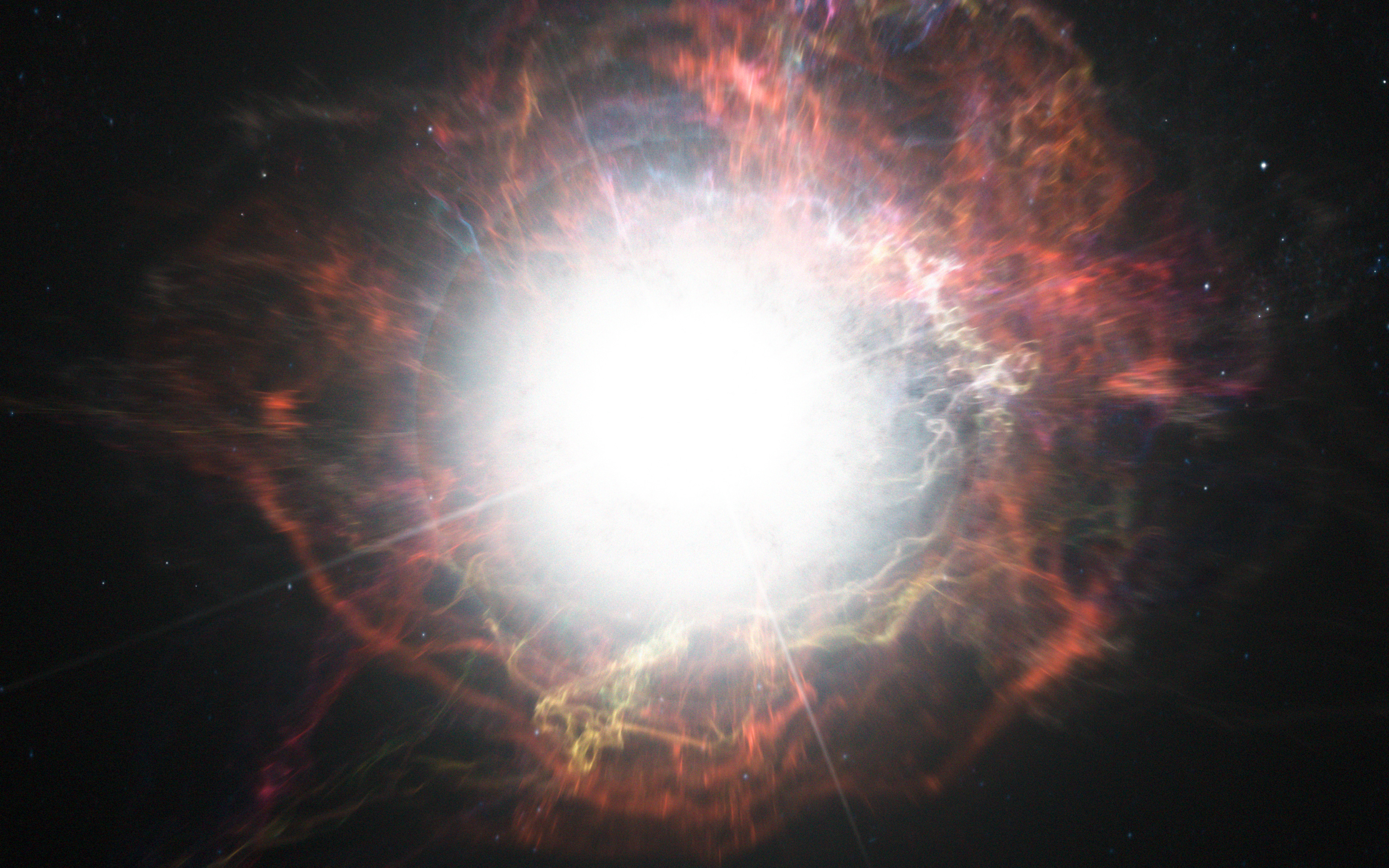
Selon les connaissances actuelles, les noyaux p formés par les supernovas à effondrement de cœur sont insuffisants pour expliquer l'abondance de ces derniers.

La production astrophysique des noyaux p n’est pas encore complètement comprise. Le processus γ (voir ci-dessous) favorisé dans les supernovas à effondrement de cœur ne peut pas produire tous les noyaux p en quantité suffisante, selon les simulations informatiques récentes. C’est pourquoi des mécanismes de production supplémentaires et des sites astrophysiques sont étudiés, comme décrit ci-dessous. Il est aussi concevable qu’il n’y ait pas juste un seul processus responsable de tous les noyaux p mais que différents processus dans un certain nombre de sites astrophysiques produisent les noyaux p dans certaines régions.
Dans la recherche de processus pertinents créant des noyaux p, le moyen habituel est d’identifier les mécanismes de productions possible (processus) et alors d’étudier leur réalisation possible dans divers sites astrophysiques. La même logique est utilisée dans la discussion ci-dessous.

### Base de la production de nucléide p
En principe, il existe plusieurs moyens de produire des nucléides déficients en neutrons : par ajouts successifs de protons aux noyaux impliqués (il existe des réactions nucléaires du type (p,γ)) ou par retraits successifs de neutrons à partir d’un noyau au travers de séquences de photodésintégrations du type (γ,n),.
Sous certaines conditions rencontrées dans des environnements astrophysiques, il est difficile d’obtenir des noyaux p via des captures de protons du fait que la barrière coulombienne d’un noyau s’accroît lorsque le numéro atomique augmente. Un proton nécessite plus d’énergie pour être incorporé (capturé) dans un noyau atomique lorsque la barrière coulombienne est grande. L’énergie moyenne disponible des protons est déterminée par la température du plasma stellaire. Cependant, augmenter la température accélère aussi les photodésintégrations (γ,p) qui empêchent les captures (p,γ). La seule alternative évitant cela serait d’avoir un très grand nombre de protons disponibles de sorte que le nombre effectif de captures par seconde soit important même à faible température. Dans les cas extrêmes (comme discuté ci-dessous), cela conduit à la synthèse de radionucléides avec des demi-vies extrêmement courtes qui décroissent vers des nucléides stables une fois que les captures ont cessé,.
Des combinaisons appropriées de température et de densité de protons dans le plasma stellaire doivent être étudiées dans la recherche de mécanismes de production possible des noyaux p. D’autres paramètres tels que le temps disponible pour les processus nucléaires et le nombre et le type des nucléides initialement présents (noyaux pères) sont aussi à prendre en compte.

### Processus possibles

#### Le processus p
Dans le processus p, il est suggéré que les noyaux p sont créés via quelques captures de protons sur des nucléides stables, les noyaux-pères tirant leur origine des processus s et r et étant déjà présents dans le plasma stellaire. Comme indiqué précédemment, cette théorie initialement proposée selon laquelle tous les noyaux p sont produits par de tels processus s’est vue réfutée,,. Il a été montré plus tard que les conditions nécessaires ne sont pas satisfaites dans les étoiles ou les explosions stellaires.
En s’appuyant sur sa signification historique, le terme « processus p » est parfois  négligemment utilisé pour désigner n’importe quel processus synthétisant des noyaux p, même lorsque aucune capture de protons n’a lieu.

#### Le processus γ
Les noyaux p peuvent aussi être créés par photodésintégration des noyaux issus des processus s et r. À des températures de l’ordre de 2-3 gigakelvins (GK) et des temps de processus de quelques secondes (cela nécessite un processus explosif), la photodésintégration des noyaux préexistants restera faible, mais juste assez pour produire les faibles abondances requises des noyaux p,. On l’appelle le processus γ dans la mesure où la photodésintégration consiste en une réaction nucléaire des types (γ,n), (γ,α) et (γ,p), qui est provoquée par un photon de grande énergie (rayon γ).

#### Le processus ν
Des réactions nucléaires déclenchées par des neutrinos peuvent aussi directement produire certains nucléides, comme par exemple 7Li, 11B, 19F, 138La dans les supernovas à effondrement de cœur . On l’appelle « processus ν » et il nécessite un flux suffisamment intense de neutrinos.

#### Les processus de capture rapide de protons
Dans le processus p, les protons sont ajoutés à un noyau atomique stable ou faiblement radioactif. S’il y a une densité importante de protons dans le plasma stellaire, même les radionucléides de faible demi-vie peuvent capturer un ou plusieurs protons avant leur désintégration β. Cela modifie rapidement la voie de la nucléosynthèse de la région des noyaux stables vers le côté très déficient en neutrons de la carte des nucléides. On l’appelle capture rapide de proton.
Ici, une série de réactions (p,γ) a lieu jusqu’à que soit la décroissance du noyau par radioactivité β soit plus rapide que la capture de proton suivante ou que la drip line des protons soit atteinte. Les deux cas conduisent à une ou plusieurs décroissances β séquentielles jusqu’à ce que le noyau qui est produit puisse de nouveau capturer des protons avant sa décroissance β. Ensuite, les séquences de capture de protons continuent.
Il est possible de couvrir la région des noyaux les plus légers jusqu’au 56Ni dans l’intervalle d’une seconde car les captures de protons et les décroissances β sont rapides. En partant du 56Ni, cependant, un certain nombre de points d’attente sont rencontrés dans la voie de réaction. Ils désignent les nucléides qui ont des demi-vies relativement longues (comparé à l’échelle de temps du processus) et qui peuvent seulement ajouter un proton lentement (c’est-à-dire que leur section efficace pour les réactions (p,γ) est petite). Des exemples de tels points d’attente sont : 56Ni, 60Zn, 64Ge et 68Se. D’autres points d’attente peuvent être importants, en fonction des conditions détaillées et de la voie de réaction. Pour de tels points d’attente, il est typique de voir des demi-vies allant de la minute à plusieurs jours. Ils augmentent ainsi considérablement le temps nécessaire pour continuer les séquences de réaction. Si les conditions nécessaires pour cette capture rapide de protons sont seulement présentes durant un court temps (l’échelle de temps des événements astrophysiques explosifs est de l’ordre de la seconde), les points d’attente limitent ou gênent la continuité des réactions vers des noyaux plus lourds.
Afin de produire les noyaux p, le chemin du processus doit inclure les nucléides disposant du même nombre de masse (mais contenant habituellement plus de protons) que les noyaux p désirés. Ces nucléides sont alors convertis en noyaux p via des séquences de décroissances β après que les captures rapides de protons aient cessé.
Les variations de la catégorie principale de « captures rapide de protons » sont les processus rp, pn et νp qui sont brièvement discutés ci-dessous.

##### Le processus rp
Le processus rp (rp pour capture rapide de protons) est la forme la plus pure de processus de capture rapide de protons comme décrit ci-dessus. Pour des densités de protons de plus de 1028 protons cm−3 et des températures aux alentours de 2 GK, le chemin de réaction est proche de la drip line des protons. Les points d’attente peuvent être comblés à condition que le temps du processus soit compris entre 10 et 600 s. Les nucléides aux points d’attente sont produits avec des abondances plus grandes tandis que les noyaux « derrière » chaque point d’attente sont de plus en plus supprimés.
Un point final est atteint aux alentours du 107Te parce que la voie de réaction continue dans une région où les nucléides décroissent préférentiellement par décroissance α et ainsi boucle le chemin sur lui-même. Un processus rp sera donc seulement capable de produire les noyaux p avec un nombre de masse inférieur ou égal à 107.

##### Le processus pn
Les points d’attente dans les processus de capture rapide de protons peuvent être évités du fait des réactions (n,p) qui sont beaucoup plus rapides que les captures de protons sur les noyaux aux points d’attente ou que les décroissances β de ces noyaux. Cela résulte en une réduction considérable du temps requis pour créer les éléments lourds et permet une production efficace en quelques secondes. Cela nécessite cependant une (petite) réserve de neutrons libres qui ne sont habituellement pas présents dans de tels plasmas riches en protons. Un moyen de les obtenir et de les produire au travers d’autres réactions ayant lieu simultanément aux captures rapides de protons. On l’appelle capture rapide riche en neutrons de protons ou processus pn.

##### Le processus νp
Une autre possibilité pour obtenir les neutrons nécessaires afin d’accélérer les réactions (n,p) dans des environnements riches en protons est d’utiliser la capture d’anti-neutrinos sur les protons ν̅e + p → e+ + n, transformant un proton et un anti-neutrino en un positron et un neutron. Puisque les (anti-)neutrinos interagissent très faiblement avec les protons, un très grand flux d’anti-neutrinos doit agir au sein du plasma avec une grande densité de protons. On l’appelle processus νp.

### Sites de synthèse possibles

#### Supernova à effondrement de cœur

Représentation de la structure en « oignon » du noyau d’une étoile juste avant la supernova. Le schéma n’est pas à l’échelle.

Les étoiles massives terminent leur vie en supernova à effondrement de cœur. Dans une telle supernova, le front de choc d’une explosion se déplace du centre de l’étoile vers les couches externes et s’éjecte. Lorsque le front de choc atteint les couches O/Ne de l’étoile (voir aussi évolution stellaire), les conditions pour un processus γ sont atteintes pendant 1-2 s.
Bien que la majorité des noyaux p puissent être créés de cette manière, certains noyaux p avec des nombres de masse particuliers entrent difficilement dans ce modèle. Il est connu que les noyaux p avec des nombres de masse A inférieurs à 100 ne peuvent pas être produits dans un processus γ,. Des simulations modernes montrent également des problèmes dans la gamme 150 ≤ A ≤ 165,.
Le noyau p 138La n’est pas produit par le processus γ mais il peut être créé par un processus ν. Une étoile à neutrons chaude peut être constituée dans le centre de telle supernova à effondrement de cœur et rayonner des neutrinos avec une haute intensité. Les neutrinos interagissent aussi avec les couches externes de l’étoile en explosion et provoquent des réactions nucléaires qui créent, entre autres noyaux p, le 138La,. Le 180Ta peut aussi être produit lors de tels processus ν.
Il a été suggéré de compléter le processus γ dans les couches externes de l’étoile par un autre processus, ayant lui lieu dès les couches les plus profondes de l’étoile, proche de l’étoile à neutrons, mais dont le produit est toujours éjecté vers la surface plutôt que de tomber dans l’étoile à neutrons. À cause du flux initialement grand de neutrinos depuis l’étoile à neutrons en formation, ces couches deviennent extrêmement riches en protons du fait de la réaction νe + n → e− + p. Bien que le flux d’anti-neutrinos soit initialement plus faible, quelques neutrons sont néanmoins aussi créés, du fait du grand nombre de protons. Cela permet un processus νp dans ces couches profondes. À cause de l’échelle de temps courte de l’explosion et de la grande barrière coulombienne des noyaux plus lourds, un tel processus νp pourrait uniquement produire les noyaux p les plus légers. La nature et le nombre de tels noyaux dépend sensiblement de plusieurs facteurs dans les simulations, mais aussi du véritable mécanisme d’explosion d’une supernova à effondrement de cœur, qui n’est toujours pas entièrement compris,.

#### Supernovas thermonucléaire
Une supernova thermonucléaire est l’explosion d’une naine blanche dans un système d’étoile binaire, déclenchée par des réactions thermonucléaires dans la matière accrétée de l’étoile compagnon sur la surface de la naine blanche. La matière accrétée est riche en hydrogène (protons) et en hélium (particules α) et devient assez chaude pour permettre des réactions nucléaires.
De nombreux modèles pour de telles explosions sont discutés dans la littérature. Parmi eux, deux ont été étudiés quant à la production des noyaux p. Aucune de ces explosions ne libère des neutrinos, rendant donc impossible les processus ν et νp. Les conditions nécessaires pour le processus rp ne sont pas non plus remplies.
Les détails sur la production possible de noyaux p dans de telles supernovas dépendent sensiblement de la composition de la matière accrétée depuis l’étoile compagnon (les noyaux pères pour tous les processus suivants). Comme cela peut changer considérablement d’une étoile à une autre, toutes les affirmations et les modèles de production de noyaux p dans des telles supernovas thermonucléaires sont sujets à caution.

##### Supernovas de type Ia
Le modèle qui fait consensus pour les supernovas thermonucléaires postule que les naines blanches explosent après avoir dépassé la limite de Chandrasekhar par accrétion de matière car la contraction et l’augmentation de la température initie la combustion explosive du carbone sous conditions dégénérées. Un front de fusion nucléaire parcourt la naine blanche de l'intérieur vers l'extérieur et désagrège entièrement l'étoile. Les couches les plus externes proches de la surface de la naine blanche (contenant 0,05 masse solaire de matière) présentent alors les bonnes conditions pour un processus γ.
Les noyaux p sont créés de la même manière que dans le processus γ dans les supernovas à effondrement de cœur, tandis que les mêmes difficultés sont rencontrées. De plus, le 138La et le 180Ta ne sont pas produits. Une variation de l’abondance en sources, en supposant une augmentation en abondance des processus s permet seulement de reproduire les abondances des noyaux p résultants, sans résoudre les problèmes de la sous-production relative de noyaux p présentant une masse nucléaire particulière, décrite ci-dessus.

##### Supernovas sous-Chandrasekhar
Dans une sous-classe de supernovas de type Ia, appelée supernova sous-Chandrasekhar, la naine blanche peut exploser bien avant d’atteindre la limite de Chandrasekhar, parce que les réactions nucléaires dans la matière accrétée peuvent déjà chauffer la naine blanche durant sa phase d’accrétion et déclencher prématurément la combustion explosive du carbone. L’accrétion riche en hélium favorise ce type d’explosions. La combustion de l’hélium démarre dégénérativement sur le bas de la couche d’hélium accrétée et provoque deux fronts de choc. Le premier se déplace vers l’intérieur et initie l’explosion du carbone. Celle se déplaçant vers l’extérieur chauffe les couches externes de la naine blanche et les éjecte. Pour rappel, ces couches externes sont le site de processus γ à des températures de 2-3 GK. Cependant, du fait de la présence de particules α (noyaux d’hélium), des réactions nucléaires additionnelles deviennent possibles. Parmi celles-ci, certaines libèrent une grande quantité de neutrons, tels que les réactions 18O(α,n)21Ne, 22Ne(α,n)25Mg et 26Mg(α,n)29Si. Cela permet un processus pn dans cette partie des couches externes où les températures dépassent les 3 GK,.
Les noyaux p légers qui sont sous-produits dans le processus γ peuvent être créés en quantité suffisante dans le processus pn de manière si efficace que leur abondance est plus grande que les autres noyaux p. Pour obtenir les abondances relatives observées dans le système solaire, on doit supposer un processus s père très augmenté (par un facteur 100-1 000 ou plus), ce qui augmente les rendements des noyaux p lourds à partir du processus γ,.

#### Étoiles à neutrons dans les systèmes d’étoile binaire
Une étoile à neutrons dans un système d’étoile binaire peut aussi accréter de la matière depuis l’étoile compagnon sur sa surface. Les combustions combinées de l’hydrogène et de l’hélium débutent lorsque la couche accrétée de matière dégénérée atteint une densité de 105 à 106 g/cm3 et une température dépassant 0,2 GK. Cela conduit à une combustion thermonucléaire comparable à ce qui se passe dans le front de choc extérieur mobile des supernovas sous-Chandrasekhar. L’étoile à neutrons n’est pas affectée par l’explosion et les réactions nucléaires dans la couche accrétée peuvent donc se poursuivre plus longtemps que dans une explosion. Cela permet le déroulement d’un processus rp. Il continuera jusqu’à que tous les protons libres aient été utilisés, ou que la couche en combustion se soit étendue du fait de l’augmentation de la température et que sa densité chute en dessous de celle nécessaire pour les réactions nucléaires.
Il a été montré que les propriétés des sursauts X dans la Voie lactée peuvent être expliquées par un processus rp à la surface d’étoiles à neutrons en accrétion. Il n’est toujours pas clair cependant si de la matière (et si oui combien) peut être éjectée et s’échapper du champ gravitationnel de l’étoile à neutrons. Si c’est le cas, de tels objets pourraient être considérés comme des sources possibles de noyaux p. Cependant, même si ce résultat est corroboré, le point final démontré du processus rp limite la production des noyaux p légers (qui sont des sous-produits dans les supernovas à effondrement de cœur).